# Emmequerung
Die Emmequerung ist ein 1639 Meter langer Eisenbahntunnel  der Schweizerischen Bundesbahnen (SBB) bei Kirchberg an der Neubaustrecke Mattstetten–Rothrist. Der Tunnel nordwestlich von Burgdorf im Kanton Bern wurde im Jahr 2004 eröffnet. Er unterquert den Fluss Emme und gleichzeitig sehr spitzwinklig die Autobahn A1, die an der gleichen Stelle über die Emme führt, und die Bahnstrecke Burgdorf – Solothurn der BLS auf der linken Seite der Emme.

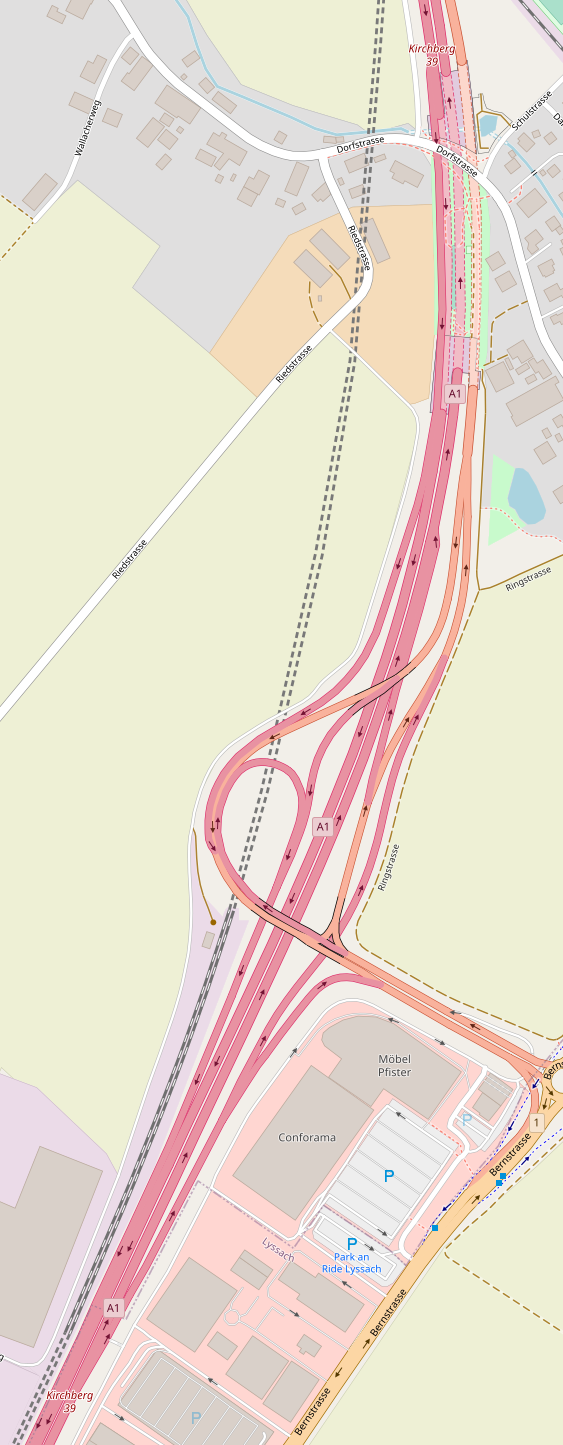
Lage des Südportals bei der Autobahnausfahrt A1 Kirchberg

Die Flussunterquerung, teilweise im Grundwasserbereich, erforderte besondere Massnahmen zur Wasserhaltung. Es wurde eine Deckelbauweise mit Druckluftwasserhaltung angewendet.